# ドミニク・フロンティア
ドミニク・フロンティア（Dominic Frontiere, 1931年6月17日 - 2017年12月21日）は、アメリカの作曲家、アレンジャー、ジャズ・ミュージシャン。『アメリカ連邦警察 FBI』『逃亡者』『ラット・パトロール』などのテレビドラマの他、『奴らを高く吊るせ!』『大列車強盗』『薔薇の素顔』などの映画音楽を手掛けたことで知られている。

## 来歴
7歳の頃から楽器の演奏をはじめ、中でもアコーディオンには夢中になった。12歳の時、カーネギーホールでソロリサイタルを演奏したことがある。フロンティアはロサンゼルスへ移り、カリフォルニア大学ロサンゼルス校に入学した。卒業後20世紀フォックスへ入社、アルフレッド・ニューマンとライオネル・ニューマンから指導を受けていくつかの映画音楽へ携わった。その後『逃亡者』『インベーダー』『ラットパトロール』など、1960年代のテレビドラマにいくつかの象徴的なテーマを残した。1970年代初頭にパラマウント・ピクチャーズの音楽部門の責任者となり、再度テレビや映画のスコアに取り組み、シカゴなどの人気音楽アルバムを同時にオーケストレーションした。1980年の映画「スタントマン」の音楽でゴールデングローブ賞を受賞している。
1980年にNFLのロサンゼルス・ラムズオーナーのジョージア・フロンティアと結婚したが1988年に離婚した。
妻のロビン、娘エミリー、息子ジョセフ、息子ニコラス、娘ソフィア、そして最初の妻との間に生まれた娘ビクトリアに看取られ、2017年12月21日にニューメキシコ州テスクで亡くなる。

## 主な作品

### 映画
- 真昼の決闘 High Noon（1952）編曲・クレジットなし
- ナイアガラ Niagara（1953）アコーディオン演奏・クレジットなし
- 帰らざる河 River of No Return（1954）アコーディオン演奏・クレジットなし
- 渡るべき多くの河 Many Rivers to Cross（1955）アコーディオン演奏・クレジットなし
- 一攫千金を夢見る男 Soldier of Fortune（1955）アコーディオン演奏・クレジットなし
- 慕情 Love Is a Many-Splendored Thing（1955）アコーディオン演奏・クレジットなし
- 愛のセレナーデ Serenade（1956）アコーディオン演奏・クレジットなし
- 最後の銃撃 The Last Hunt（1956）アコーディオン演奏・クレジットなし
- 誇り高き男 The Proud Ones（1956）アコーディオン演奏・クレジットなし
- 襲われた幌馬車 The Last Wagon（1956）アコーディオン演奏・クレジットなし
- 八十日間世界一周 Around the World in 80 Days（1956）演奏・クレジットなし
- カラマゾフの兄弟 The Brothers Karamazov（1958）アコーディオン演奏・クレジットなし
- 若き獅子たち The Young Lions（1958）追加音楽の作曲・クレジットなし
- 大都会の女たち The Best of Everything（1959）アコーディオン演奏・クレジットなし
- ゲバルトパパ High Time（1960）追加音楽の作曲・クレジットなし
- 地獄へ片足 One Foot in Hell（1960）
- ビリー Billie（1965）
- 奴らを高く吊るせ (1968)
- 要塞攻略戦 (1968)
- ふたりの天使 Popi (1969)
- チザム (1970)
- 栄光のライダー On Any Sunday (1971)
- 大列車強盗 The Trsin Robbers (1973)
- フリービーとビーン/大乱戦 Freebee and The Bean (1974)
- ブラニガン Brannigan (1975)
- 摩天楼ブルース Defiance (1980)

### テレビドラマ
- ローハイド 第4シーズン Rawhide（1961）1エピソード
- ニュー・ブリード The New Breed（1961 - 1962）
- アウター・リミッツ The Outer Limits　(1963)  第1シーズン
- 頭上の敵機  (1964-1967) 77エピソード
- ラット・パトロール　(1966ー1968) 58 エピソード
- インベーダー　(1967) 15エピソード
- いたずら天使  Flying Nun (1967) メインタイトル& 8エピソード
- ネーム・オブ・ザ・ゲーム　(1968-1969) 6エピソード

### その他
- 生涯に4回の結婚をしている。[2]
  - モーリーン・セシリア・エヘルン Maureen Cecelia Ahern（1960年3月30日-?）（離婚）（子供1人）
  - シシリー・エバンス Cicely Evans（1967年12月10日-1978年6月28日）（離婚）
  - ジョージア・フロンティア Georgia Frontiere（1980年7月21日-1988年5月1日）（離婚）
  - ロビン・フロンティア Robin Frontiere（?-2017年12月21日）（子供4人）